# 딘 데블린
딘 데블린(영어: Dean Devlin, 1962년 8월 27일 ~ )은 미국의 각본가, 영화 제작자, 배우이다. 영화사 일렉트릭 엔터테인먼트의 대표로서 롤란트 에머리히의 작품 《스타게이트》(1994), 《인디펜던스 데이》(1996), 《고질라》(1998)의 각본을 썼다. 2017년에는 직접 연출한 《지오스톰》을 공개했다.

## 작품 목록
- 배드 사마리안 (2018)
- 지오스톰 (2017)
- 인디펜던스 데이: 리써전스 (2016)
- 갓즈 포켓 (2014)
- 노던 라이츠 (2011)
- 유니버셜 솔저 3 - 리제너레이션 (2009)
- 월드 트레져 3 - 유다 성배의 저주 (2008)
- 월드 트레져 : 솔로몬의 보물을 찾아서 (2006)
- 전기자동차를 누가 죽였나? (2006)
- 라파예트 (2006)
- 더 트라이앵글 (2005)
- 월드 트레져 - 운명의 창을 찾아서 (2004)
- 셀룰러 (2004)
- 프릭스 (2002)
- 패트리어트 - 늪 속의 여우 (2000)
- 고질라 (1998) - 제작
- 인디펜던스 데이 (1996)
- 스타게이트 (1994)
- 유니버셜 솔저 (1992)
- 위험한 노출 (1991)
- 문 44 (1990)
- North Beach and Rawhide (1985)
- 21세기 두뇌 게임 (1985)
- 와일드 라이프 (1984)
- 성숙의 조건 (1980, My Bodyguard)

### 텔레비전
- L.A. 로 (1986) - 출연
- 비지터 - TV 시리즈 (1997-98, The Visitor) - 제작, 각본
- 고질라 - 애니메이션 시리즈 (1998-2001) - 총제작